# Controle de iluminação
Um sistema de controle de iluminação consiste em um equipamento, tipicamente constituído de um processador embutido ou computador industrial, que controla luzes elétricas em construções ou residências.
Sistemas de controle de iluminação usualmente incluem um ou mais painéis de controle (keypads) ou interfaces de toque (touchscreen). Estas interfaces permitem ao usuário ligar e desligar as luzes bem como dimerizar e programar diferentes níveis (cenas de iluminação).
A maior vantagem de um sistema de controle de iluminação em relação a um sistema elétrico convencional é a habilidade de controlar qualquer luz de qualquer interface e ainda poder controlar cenários de iluminação. Por exemplo, um painel touchscreen pode permitir ao usuário controlar qualquer luz do projeto, não apenas a sala em que se encontra. Na realidade, qualquer luz pode ser controlada de qualquer localização. Com os cenários de iluminação é possível controlar várias luzes com um mesmo acionamento. 
Adicionalmente, sistemas de controle de iluminação providenciam a habilidade de automaticamente iniciar eventos baseados em programações tais como:

- Tempo real (hora do dia)
- Tempo astronômico (nascer do sol/pôr do sol)
- Presença em um ambiente
- Eventos
- Condições do alarme
- Lógica condicional

Tempo real é a hora do dia, ou após um certo horário. Tempo astronômico inclui nascer do sol, pôr do sol, um dia ou dias específicos em um mês ou ano. Presença em um ambiente pode ser determinada por sensores de movimento. Eventos podem incluir feriados ou aniversários. Condições de alarme podem incluir portas abertas ou movimentos detectados em uma área de segurança. E lógica condicional pode juntar todos os elementos acima utilizando de condições tais como: se, daí, senão (if, then, else).
Muitas companhias oferecem controle de iluminação. As maiores competidoras da indústria incluem Lutron, Clipsal, Smarthome, Crestron, Dynalite, iLight, Vantage Controls, Intellibus, Control4, Leviton, Iluflex e Bluelux, sendo estas duas últimas Brasileiras. Algumas destas empresas estão presentes no mercado brasileiro.